# Electroputere VFU Pașcani

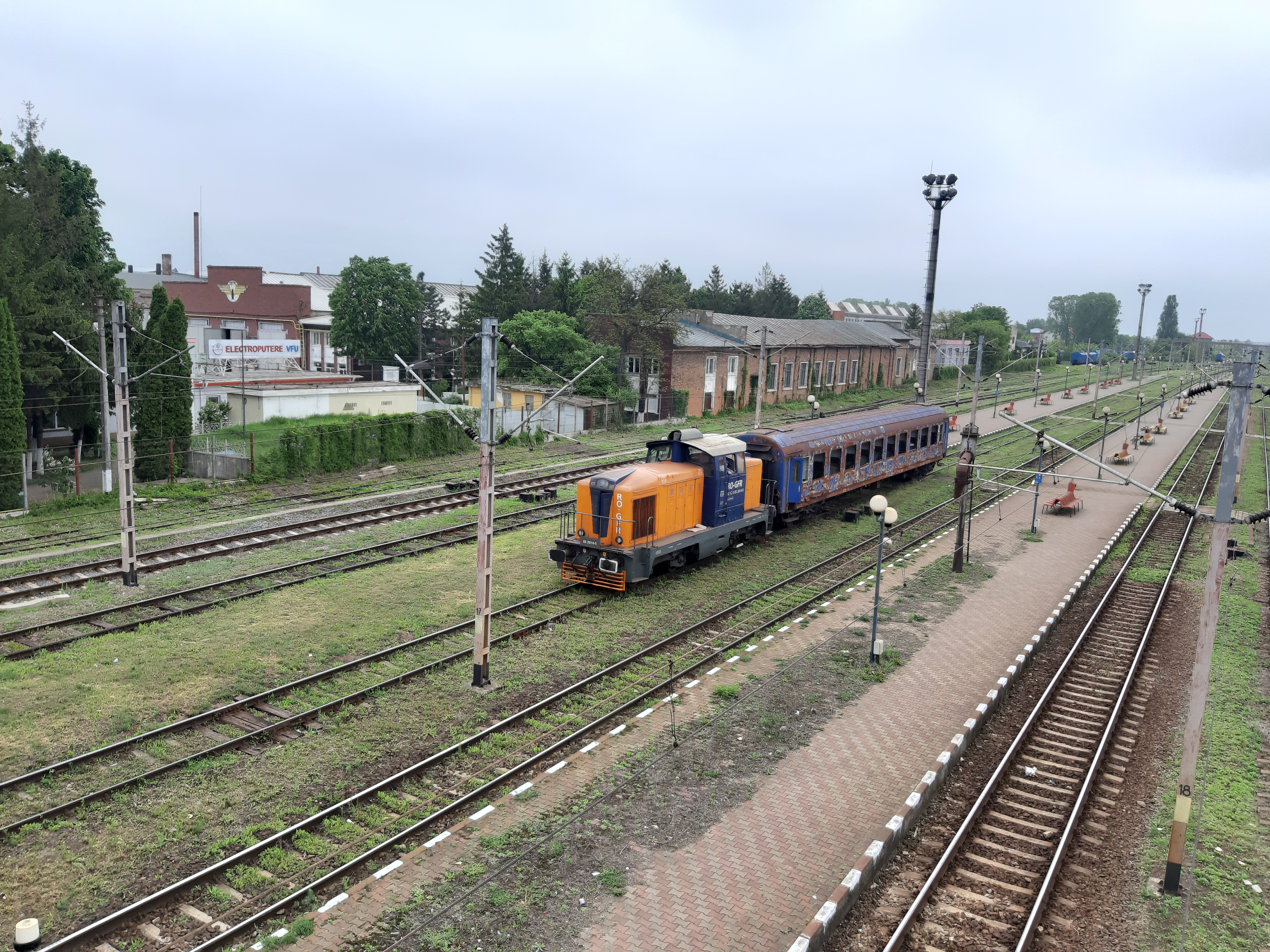
Electroputere VFU Pascani pe locația fostelor Ateliere de Căi Ferate

Electroputere VFU Pașcani (fost Remarul Pașcani) este o companie din România care are ca domeniu de activitate repararea vagoanelor.
Acționar majoritar la Remar Pașcani este Grupul Feroviar Român, care deține 88,83% din capital.
Titlurile Remar Pașcani se tranzacționează la categoria de bază a pieței Rasdaq, secțiunea XMBS, sub simbolul RMAR.
În anul 2004, omul de afaceri Gruia Stoica, care deține Grupul Feroviar Român, a cumpărat de la stat pachetul majoritar de acțiuni al Remar Pașcani pentru suma de 683.000 de euro și s-a angajat la investiții de 2,4 milioane euro pe cinci ani.

## Istoric
Electroputere VFU este urmașă a fostelor ateliere CFR înființate la Pașcani în 1869, prima unitate de acest profil organizată în România.
Din 1968, Atelierele s-au transformat în Uzina Mecanică de Material Rulant, funcționând sub această denumire timp de doi ani, iar din 1970, s-a apelat la titulatura de Întreprinderea Mecanică de Material Rulant, denumire care a fost păstrată până în 1991.
În octombrie 1991, prin Hotărâre de Guvern, s-a înființat SC "Remar" SA Pașcani, prin preluarea integrală a patrimoniului IMMR Pașcani, unitatea organizându-se, din 1992, în societate pe acțiuni, având ca obiect principal de activitate producția și repararea mijloacelor de transport feroviar și a materialului rulant.
În octombrie 2004 "Remar" SA s-a privatizat, pachetul majoritar de acțiuni fiind cumpărat de către Grupul Feroviar Român.

## Rezultate financiare
Număr de angajați în 2008: 676
Rezultate financiare: (milioane Euro)
| Anul             | 2008 | 2007 | 2006 | 2005 |
| ---------------- | ---- | ---- | ---- | ---- |
| Cifra de afaceri | 24,3 | 28,5 | 14,7 | 11,7 |
| Profit net       | 3    | 5,3  | -    | -    |